# Banque d'investissement
 (février 2020).
Si vous disposez d'ouvrages ou d'articles de référence ou si vous connaissez des sites web de qualité traitant du thème abordé ici, merci de compléter l'article en donnant les références utiles à sa vérifiabilité et en les liant à la section « Notes et références ».
Une banque d'investissement est une banque, ou une division de la banque, qui rassemble l'ensemble des activités de conseil, d'intermédiation et d'exécution ayant trait aux opérations dites de haut de bilan (introduction en Bourse, émission de dette, fusion/acquisition) de grands clients corporate (entreprises, investisseurs, mais aussi États…). Ces activités sont généralement scindées en entités distinctes, habituellement désignées par des anglicismes : les opérations de Corporate Finance (finance d'entreprise), de Global Capital Markets (marchés financiers) et de Structured Finance (opérations de financement).
On différencie parfois la banque d'investissement (investment banking en anglais) de la banque d'affaires (corporate banking) en attribuant à la première les activités de marchés et à la seconde celles de finance d'entreprise. Toutefois, le terme de banque de financement et d'investissement (BFI), ou son équivalent anglais (corporate & investment bank ou CIB), qui inclut les deux activités, tend à se généraliser. En France, la BFI de la Société générale s'appelle SGCIB, et celle du Crédit agricole se nomme Crédit agricole CIB depuis février 2010.

## Détail des activités
Le métier s'est largement diversifié, surtout depuis l'émergence du système financier moderne après 1973, dans des activités multiples liées aux marchés financiers.
Celles-ci, avec des importances différentes selon les établissements, regroupent :
- l'émission de titres, par exemple l'introduction en bourse des sociétés, les augmentations de capital, les OPA, OPE, OPV, les montages de fusion-acquisition ;
- l'organisation de marchés sur les instruments financiers, dérivés ou non ;
- l'ingénierie financière (opérations complexes combinant divers instruments financiers) ;
- la prise de participations au capital d'entreprises pour leur compte ou pour d'autres (portage financier, capital non-coté) ;
- l'arrangement d'opérations financières diverses notamment de fusion-acquisition ;
- la mise en place de financements syndiqués (voir pool de financement) de grande envergure, où participent de nombreuses autres banques et sociétés financières ;
- le courtage boursier, activité où elles font office de société de courtage.

## Déontologie

### Conflits d'intérêts
Les activités de marchés et/ou de financement d'une banque d'investissement peuvent la conduire à se retrouver dans une situation de conflit d'intérêts vis-à-vis d'un ou plusieurs de ses clients par rapport à ses activités de finance d'entreprise (banque d'affaires), et vice-versa. Par exemple, le service de financement d'une banque propose un prêt à une société A souhaitant acquérir la société B; alors que le service de fusions-acquisitions de la même banque a obtenu un mandat de vente de ladite société B. Il y a conflit d'intérêts : la banque pourrait être tentée de favoriser l'acquéreur qu'elle finance, au détriment des intérêts de son client vendeur…
De même, via ses opérations de fusions-acquisitions par exemple, une banque d'investissement a accès à des informations très sensibles (stratégie d'entreprise, éléments financiers détaillés, plan d'affaires…), qui, dans le cas d'une société cotée, peuvent s'avérer déterminantes sur l'évolution de son cours de Bourse. Ainsi, les services de marchés financiers de ces banques sont également sources de conflit d'intérêts car l'obtention de ces informations leur permettrait de tirer avantage d'une asymétrie d'information entre eux et les autres actionnaires. On parle alors de délit d'initié.

### Muraille de Chine
Pour remédier à cette situation et maintenir une crédibilité et une réputation de probité indispensables à leur survie, les banques d'investissement ont, avec l'aide du législateur et des autorités de contrôle, mis en place différents mécanismes de séparation et d'isolement leur permettant de maintenir des activités aux intérêts parfois contradictoires, mais néanmoins très complémentaires.
Le dispositif surnommé la « muraille de Chine » en fait partie : il s'agit de garantir l'étanchéité parfaite entre les différents services quant à la circulation d'informations sensibles. Elle repose sur l'engagement d'intégrité des « initiés » (qui encourent des sanctions très sévères en cas de manquement), ainsi que sur différents dispositifs de contrôle interne (restriction de l'accès à l'information au plus petit nombre d'intervenants possible, surveillance de leurs échanges internes et externes, etc.).

## Grandes banques d'investissement
Le monde de la banque d'affaires distingue généralement quatre grandes catégories d'acteurs, :
- Les Bulge Brackets : il s'agit des banques d'investissement les plus prestigieuses et qui travaillent généralement sur les transactions les plus importantes.
- Les Elite Boutiques : ces banques d'affaires indépendantes se concentrent, à quelques exceptions près, exclusivement sur le conseil. Elles travaillent sur les mêmes transactions que les Bulge Bracket.
- Les Middle Market Banks : ces banques d'affaires gèrent des transactions dont le montant sont généralement inférieures à 1 milliard de dollars, bien que cela varie un peu selon la banque.
- Les banques hybrides.

### Bulge Brackets
Ces banques opèrent généralement dans toutes les régions du monde et offrent tous les services : M&A (Fusions & Acquisitions), Equity Capital Markets, Debt Capital Markets, Leveraged Finance, etc. Elles sont également engagées dans les activités de Sales & Trading, Equity Research, gestion de fortune, et autres services financiers.
Les Bulge Brackets travaillent habituellement sur les transactions les plus importantes, généralement plus d'un milliard de dollars. Elles peuvent néanmoins travailler sur des opérations moins importantes selon le marché.
Ces banques étant les plus prestigieuses de la profession, leurs processus de recrutement font partie des plus sélectifs du monde. Elles embauchent généralement les étudiants issus des meilleures écoles et universités (Wharton, Harvard, Yale, Princeton, MIT aux États-Unis; Cambridge, Oxford, LSE, UCL, King's College, Imperial College, LBS, Warwick au Royaume-Uni ; HEC, ESSEC, ESCP, EDHEC, EMLYON, École polytechnique, CentraleSupelec, ENSTA Paris, Ponts ParisTech, ENSAE Paris, École des mines de Paris, École nationale supérieure d'arts et métiers, université Paris Dauphine-PSL, en France)
- Goldman Sachs
- Morgan Stanley
- JPMorgan Chase
- Bank of America
- Citigroup
- Barclays
- Deutsche Bank
- UBS.

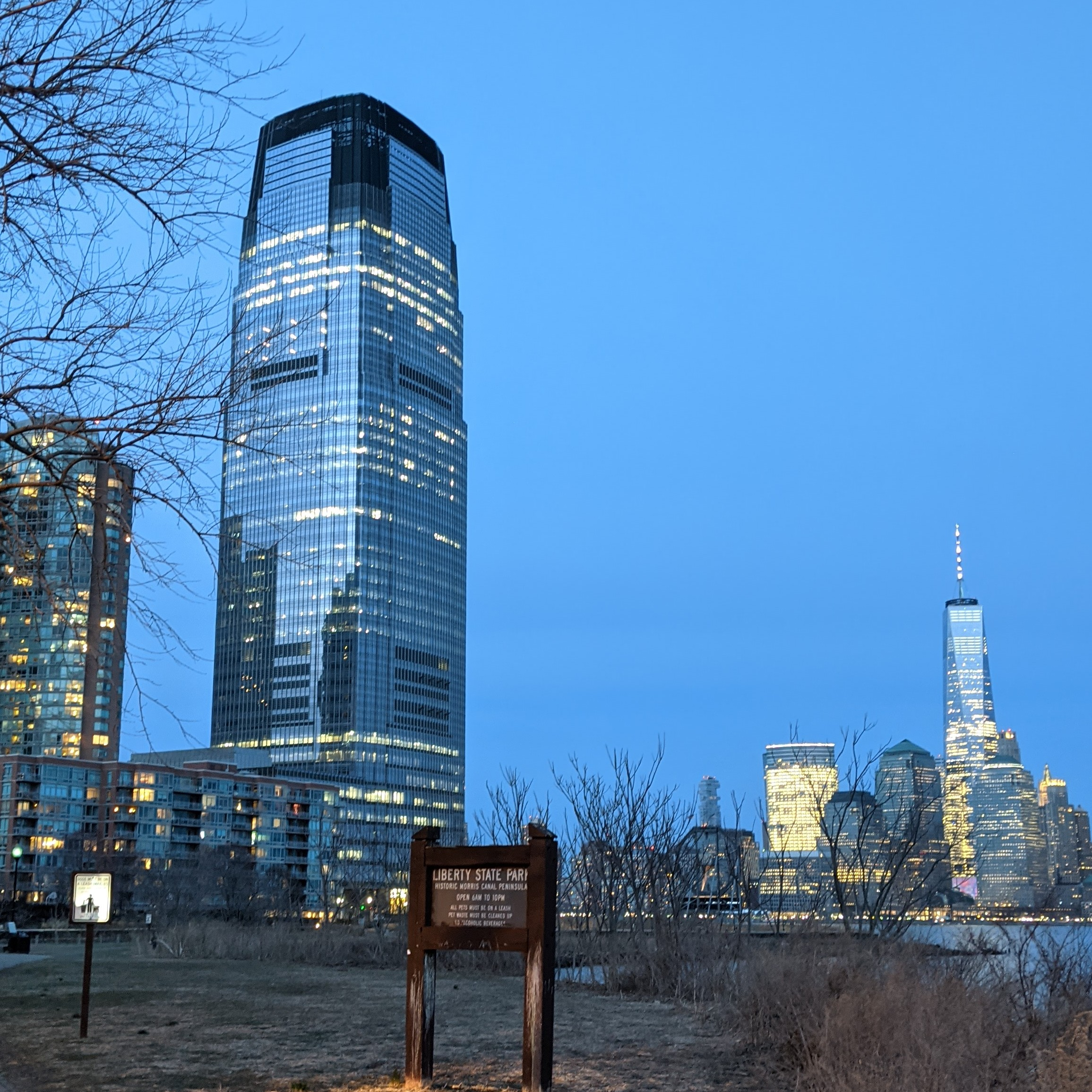
Godman Sachs, à New York

Au fil du temps, une scission s'est opérée dans ce groupe, les trois premiers (Goldman Sachs, Morgan Stanley et JPMorgan Chase) creusant le fossé avec les autres. Certaines Elite Boutiques, notamment Evercore, Centerview Partners, PJT Partners (en) ou encore Lazard, sont largement considérées comme étant plus prestigieuses que le reste des Bulge Brackets. Elles sont donc davantage plébiscitées que ces dernières.

### Elite Boutiques
Les Elite Boutiques se concentrent quasiment exclusivement sur le conseil en finance d'entreprise (M&A, Restructuring, Debt Advisory). Très prestigieuses, elles rivalisent avec les Bulge Bracket sur les tailles des transactions conseillées (supérieur à 1 milliard de dollars).
Elles sont souvent des firmes internationales implantées dans la plupart des régions du monde. Il existe néanmoins des boutiques régionales ayant des positions dominantes sur des marchés locaux. Rothschild & Co, par exemple, est l'une des plus prestigieuses banques d'affaires en Europe, mais n'est pas considérée comme telle aux États-Unis.
Comme ils n'engagent que quelques dizaines de personnes par an (contre des milliers pour les Bulge Brackets), leur processus de sélection est encore plus compétitif que celui des Bulge Brackets. Les profils de ces banques sont également issus des meilleures universités et écoles du monde.
- Evercore
- Centerview Partners
- PJT Partners
- Lazard
- Perella Weinberg Partners
- Moelis & Company
- Qatalyst

Parmi les Elite Boutiques régionales on peut notamment citer Rothschild & Co, Allen & Company, Robey Warshaw, LionTree Advisors, Zaoui & Co

### Middle Market Banks
Tout comme les Bulge Brackets, les Middle Market Banks offrent également une variété de services et ont une large présence géographique, mais elles travaillent sur des transactions plus petites.
La plupart des transactions sont inférieures à 1 milliard de dollars, bien que cela varie un peu selon la banque ; certaines, comme Jefferies, ont tendance à travailler sur des transactions plus importantes que les autres Middle Market Banks.
- Jefferies
- Houlihan Lokey
- Lincoln International
- Raymond James
- Piper Jaffray
- William Blair
- Lazard Middle Market
- Stifel
- Stephens

On compte énormément de Middle Market Banks. Ci-dessus une liste non exhaustive qui montre néanmoins les plus connues et les plus prestigieuses d'entre elles

### Banques hybrides
Ces entreprises sont souvent fortes dans un produit spécifique, comme la dette, mais ne sont pas aussi performantes dans les autres domaines.

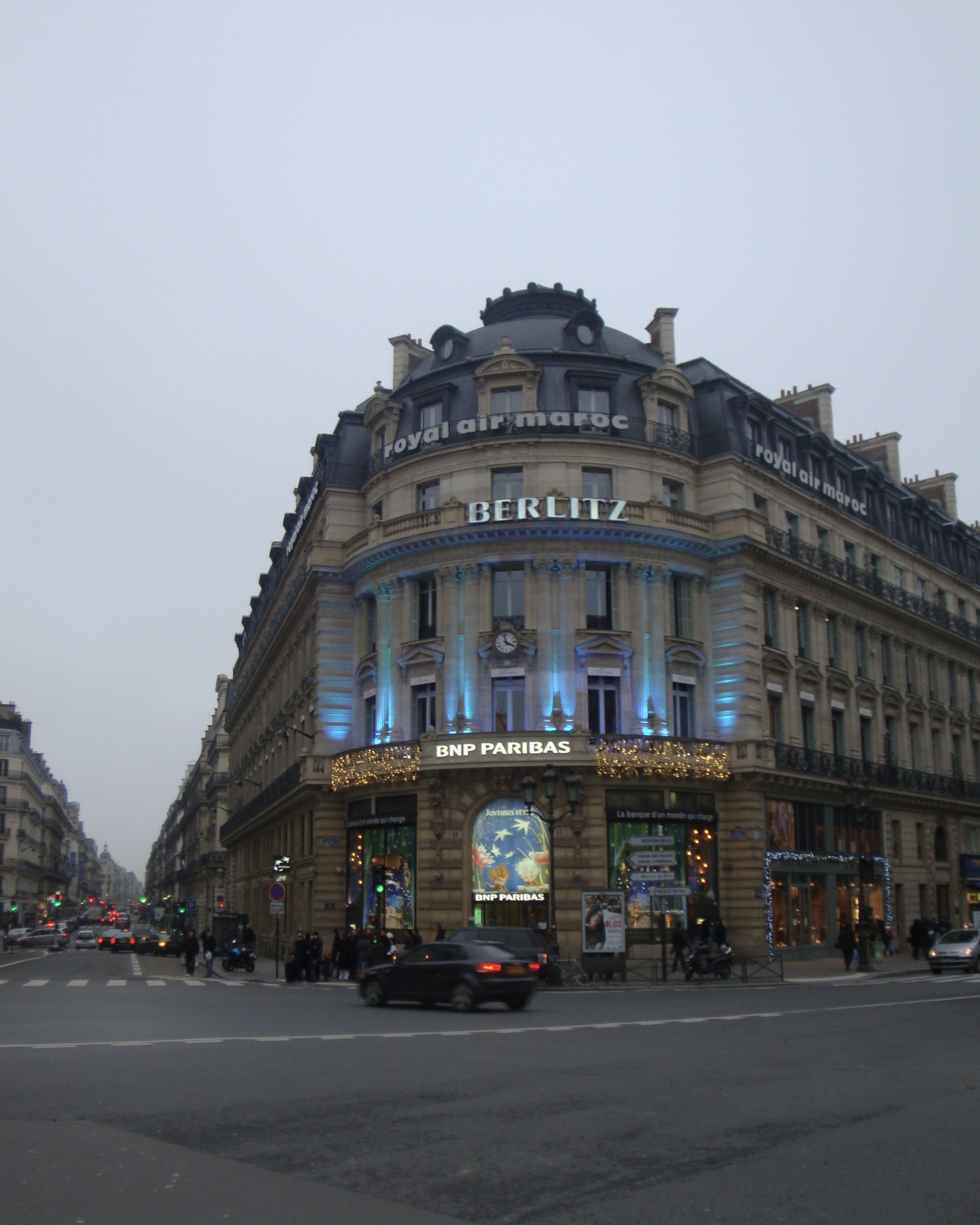
Siège de la BNP Paribas à Paris

Elles ont également tendance à travailler sur des opérations plus modestes, dans l'ensemble, que les Bulge Brackets, mais ces opérations sont néanmoins toujours plus importantes que celles des Middle Market Banks.
- BNP Paribas

- HSBC
- BMO Capital Markets
- Nomura
- Société Générale
- Royal Bank of Canada
- Royal Bank of Scotland
- Mizuho
- Macquarie Group
- TD Securities
- Wells Fargo
- Mitsubishi Financial Group

Plus généralement, on peut également séparer les banques d'investissement selon les différentes catégories suivantes :

### Internationales
- Barclays

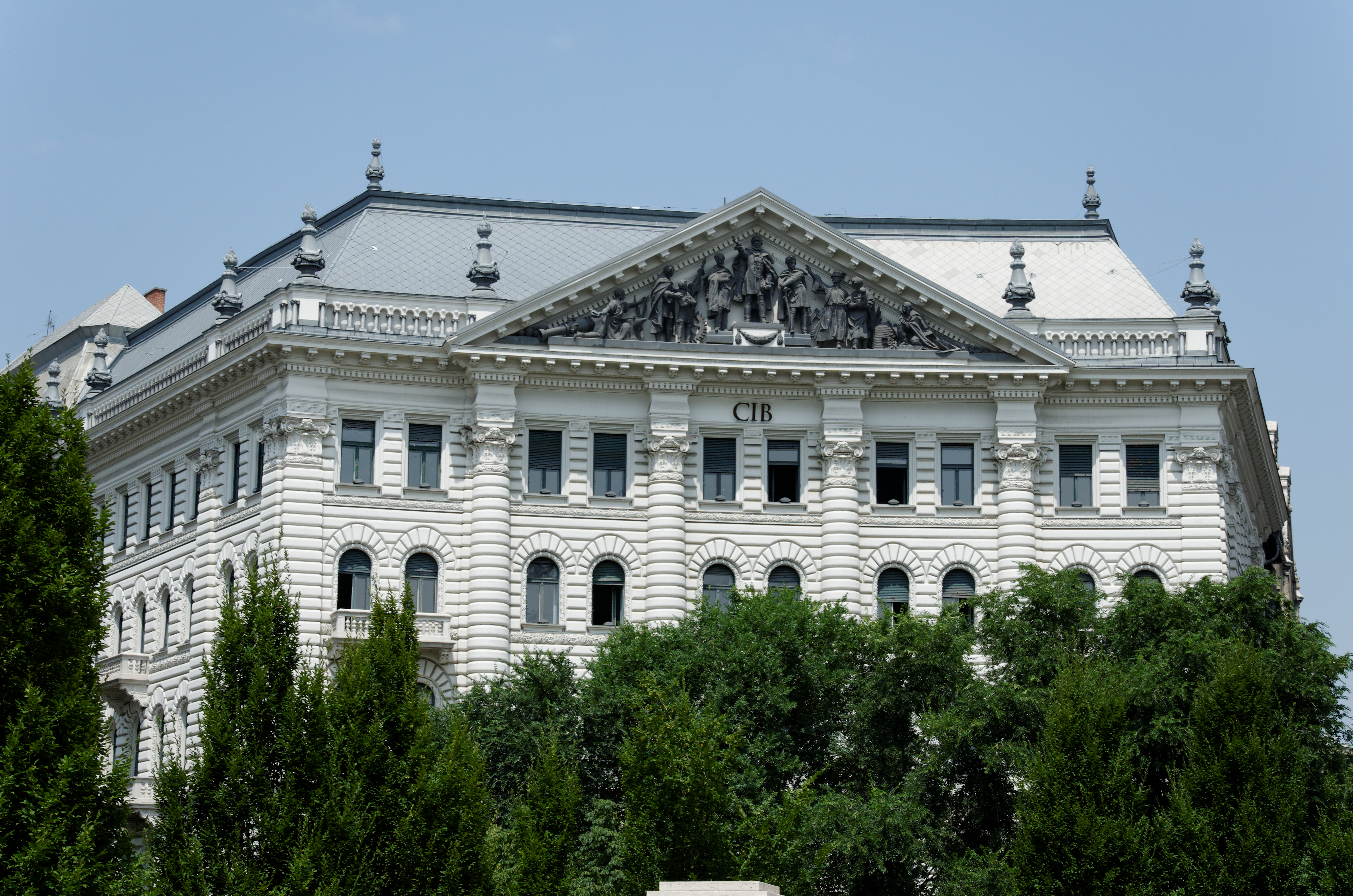
CIB Bank, Szabadság tér Budapest

- BNP Paribas Corporate and Institutional Banking
- Citigroup
- PJT Partners
- Evercore
- Centerview Partners
- Perella Weinberg Partners
- Moelis & Company
- Qatalyst
- Deutsche Bank
- Commerzbank (ex-Dresdner Kleinwort)
- Goldman Sachs
- HSBC
- ING
- JPMorgan Chase
- Lazard
- Bank of America Merrill Lynch
- Morgan Stanley
- Nomura
- RBC Capital Markets
- Rothschild & Cie
- Royal Bank of Scotland
- Société Générale Corporate and Investment Banking
- UBS

### Françaises
- BNP Paribas
- CM-CIC Capital Finance
- Crédit agricole Corporate and Investment Bank
- Banque Hottinguer
- Natixis
- Oddo
- Société Générale Corporate and Investment Banking